# 中央自動車工業
中央自動車工業株式会社（ちゅうおうじどうしゃこうぎょう、CENTRAL AUTOMOTIVE PRODUCTS LTD.）は、大阪府大阪市北区中之島に本社を置き、自動車部品や自動車用品の開発・販売を手掛けている企業。
東京証券取引所スタンダード市場上場。

## 概要
1946年に設立。主に自動車部品や、エンジンオイル、コーティング剤やアルコール検知器などを取り扱っている。また、持分法適用会社に石川トヨペットカローラを持つ。みどり会の会員企業であり三和グループに属している。

## 沿革
- 1946年5月 - 大洋工業株式会社の全株を買収した上で、中央自動車工業株式会社へ商号を変更。自動車部品の製造販売を開始。
- 1948年4月 - 貿易部門を新設。
- 1956年6月 - 石川トヨペット販売株式会社（現：株式会社石川トヨペットカローラ）を設立。
- 1960年11月 - 製造部門をセントラル自動車工業株式会社へ分社化。
- 1977年12月 - 大阪証券取引所第二部へ上場。
- 2013年7月 - 大阪証券取引所と東京証券取引所の現物株市場統合に伴い、東京証券取引所第二部へ上場。
- 2019年12月 - 三菱商事株式会社から株式会社ABTの全株式を取得し、ABTを子会社化[5][6]。
- 2025年1月 - 創立80年目にして初のテレビCMを放送。

## 関連会社
- セントラル自動車工業株式会社
- 株式会社ABT
- 株式会社石川トヨペットカローラ
- エイスインターナショナルトレード株式会社
- サンエスエンジニアリング株式会社
- CAPCO PTE LTD
- CAPCO USA,INC.
- 広州新特路信息技術諮詢有限公司
- Capco Middle East FZCO
- CAPCO MANILA INC.
- CAPCO (MALAYSIA) SDN.BHD.
- CAPCO VIETNAM COMPANY LIMITED

## CM
前述の通り、2025年1月1日より女優の蒔田彩珠をCMキャラクターに起用したテレビCMが放送されている。同社がテレビCMを制作・放送するのは、80年近い同社の歴史の中でこれが最初である。現在は『「登場」編』と『「安全」編』 の2種類が作られており、この内『「登場」編』の30秒Verは、テレビ朝日系『有働Times』内にて、2025年1月から3月に掛けて期間限定で放送された。現在は両CM共にスポットCMとして流れている他、同社のYouTubeチャンネルで見る事が出来る。